# Phanotea margarita
Phanotea margarita är en spindelart som beskrevs av Griswold 1994. Phanotea margarita ingår i släktet Phanotea och familjen Zoropsidae. Inga underarter finns listade i Catalogue of Life.